# Abim (district)
Abim is een district in het noorden van Oeganda. Abim telt 58.590 inwoners. Het district werd gecreëerd in 2006 door opsplitsing van het district Kotido.

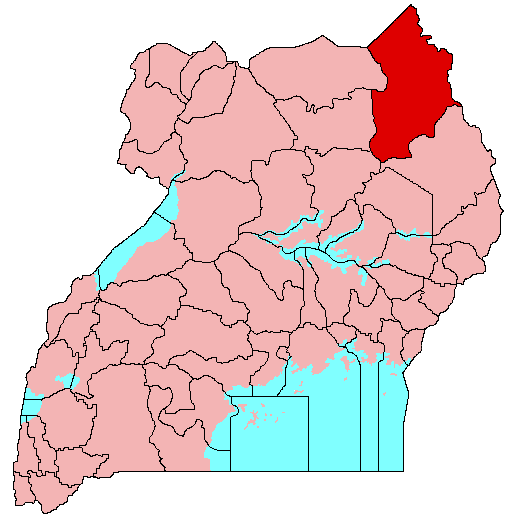
Het district Kotido voor 2006